# Neoleucon
Neoleucon is een geslacht van wantsen uit de familie van de Miridae (Blindwantsen). Het geslacht werd voor het eerst wetenschappelijk beschreven door William Lucas Distant in 1884.

## Soorten
Het genus bevat de volgende soorten:

- Neoleucon horribilis Distant, 1884
- Neoleucon panamensis Carvalho, 1988
- Neoleucon rubrotylus Carvalho, 1954
- Neoleucon sulinus Carvalho, 1985
- Neoleucon tolemanensis Carvalho, 1988